# Eugene Merle Shoemaker
Eugene Merle Shoemaker (28. dubna 1928 Los Angeles – 18. července 1997 Alice Springs) byl americký astronom a geolog.
Vzděláním byl geolog, k astronomii se dostal přes kosmický výzkum Měsíce. Podílel se na přípravě programu měsíčních sond Ranger, Surveyor a Clementine. Během programu Apollo byl vedoucím týmu geologů. Od roku 1972 se věnoval pozorování komet. Během 22 let objevil 47 komet a řadu planetek. Se svojí ženou Carolyn a astronomem Davidem Levym objevil Shoemaker kometu Shoemaker-Levy 9, která roku 1994 zanikla při srážce s Jupiterem.
Zabýval se také výzkumem meteoritů, na něž se stal uznávaným odborníkem. K jeho nejvýznamnějším výsledkům patří důkaz, že útvar Meteor Crater v poušti v Arizoně je meteorického původu. Spolu s Edward Chaem a Danielem Miltonem zde nalezl minerály stishovit a coesit, které mohou vzniknout jedině za extrémně vysokého tlaku a teploty. Shoemaker také na podporu svého tvrzení vyzdvihl podobnost prohlubně s krátery vytvořenými při pokusech s atomovými bombami v Nevadě.
Zemřel 18. července 1997 při autonehodě v Austrálii. Část popela z jeho ostatků dopravila sonda Lunar Prospector na Měsíc. Shoemaker se tak stal prvním člověkem pochovaným na Měsíci. Na počest tohoto významného amerického astronoma byla 14. března 2000 sonda NEAR, zkoumající planetku (433) Eros z její oběžné dráhy, přejmenována na NEAR Shoemaker.
V roce 2020 jeho příběh a poslední cesta inspirovala kapelu Nightwish k stejnojmenné epické skladbě Shoemaker.